# Caramos
Caramos ist ein Ort und eine ehemalige Gemeinde (Freguesia) im portugiesischen Kreis Felgueiras. Die Gemeinde hatte 1854 Einwohner (Stand 30. Juni 2011).
Am 29. September 2013 wurden die Gemeinden Caramos und Macieira da Lixa zur neuen Gemeinde União das Freguesias de Macieira da Lixa e Caramos zusammengeschlossen.

## Sehenswürdigkeiten

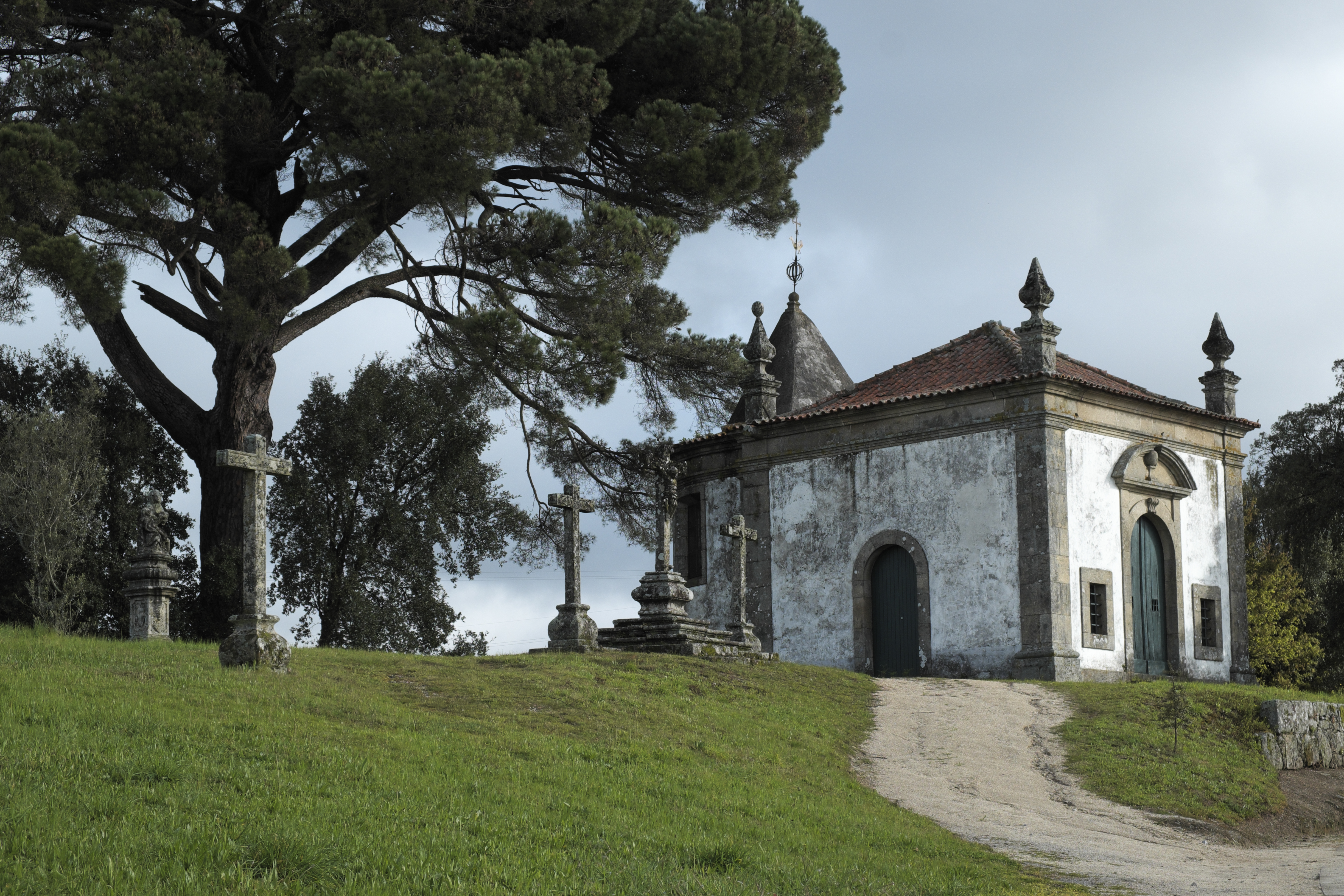
Kapelle

- Römische Straße
- Kapelle
- Kreuz